# سوزان بوده
سوزان بوده (بالإنجليزية: Susan Bode)‏ هي مصممة الإنتاج أمريكية، ولدت في القرن العشرين.

## وصلات خارجية
- سوزان بوده على موقع IMDb (الإنجليزية)
- سوزان بوده على موقع قاعدة بيانات الفيلم (الإنجليزية)